# Werner Forßmann
Werner Otto Theodor Forßmann (Berlin, 29. kolovoza 1904. – Schopfheim, 1. lipnja 1979.), njemački liječnik.
- 1956. - Nobelova nagrada za fiziologiju ili medicinu

## Vanjske poveznice
- Nobelova nagrada - životopis (engl.)